# 黑莉·达夫
黑莉·达夫（英語：Hailey Duff，1997年1月24日—），生于新西兰奥克兰，苏格兰女子冰壶运动员。她曾代表英国参加2022年冬季奥林匹克运动会冰壶比赛，获得女子四人金牌。